# Mrkan
Mrkan je nenaseljen otočić u Jadranskom moru, u blizini Cavtata i pripada Cavtatskim otocima.
Njegova površina iznosi 196.909 m2, s dimenzijama 1500 x 350 metara. Duljina obalne crte iznosi 3262 m, a iz mora se uzdiže 65 metara.
Otočić je dio ornitološkog rezervata galeba klaukavca.

## Zemljopisni položaj i geomorfološke osobitosti
Geološku podlogu cijeloga otoka najvećim dijelom čine sedimentne stijene, uglavnom vapnenačke, a na pojedinim mjestima dolomiti iz mezozoika, ostatak nekadašnjeg Lapadskog grebena.
Sjeverna obala Mrkana je niska i dosta blago položena, a južna, koja gleda prema otvorenom moru, znatno je strmija, jer je izložena intenzivnom abrazijskom djelovanju valova. Obala ne dopušta jednostavan pristup otoku, a nema ni izgrađenih pristaništa. Otok je nenastanjen, a posjećuju ga samo pastiri koji povremeno dovode stoku na ispašu, koju ondje ostavljaju na duži rok.
Otok se sastoji od dva brežuljka, jugoistočnog visine 65 m i sjeverozapadnog visine 45 m. Prekriven je gustom vegetacijom mediteranske makije, uglavnom teško prohodnom.

## Povijest i kulturne znamenitosti
Na Mrkanu, na blago položenom obronku, na visini od oko 40 m, nalazi se i romanička crkvica Sv. Mihovila te ruševine biskupskog ljetnikovca, gdje je svojedobno bilo sjedište Trebinjsko-mrkanske biskupije, a podno ostataka te crkvice arheolozi su pronašli obrise kasnoantičke memorije (obrednog mjesta), što ukazuje na kontinuitet korištenja lokacije za obredne svrhe.
Oko te crkvice, vjerojatno već u prvoj polovici 11. stoljeća, benediktinci grade manji samostan. U Dubrovačkoj Republici, samostani građeni na važnim strateškim mjestima služili su ne samo svojoj primarnoj vjerskoj svrsi, nego i praćenju kretanja neprijateljskih brodova, praćenju brodova koji dolaze iz mjesta zaraženih kugom, a služili su i kao utočište ribarima, mornarima ili brodolomcima.
U vrijeme vlasti Nemanjića u Raškoj, trebinjski biskup Salvije biva prognan iz Raške, a biskupija praktički postaje naslovna pa mu vlada Dubrovačke Republike 1265. daje Mrkan, Bobaru i Supetar na korištenje. Biskupija se od tada najčešće naziva mrkanjskom, a današnji službeni naziv je Trebinjsko-mrkanska biskupija. Dubrovačko zaleđe kasnije dolazi pod vlast Osmanlija, biskupija se organizira misionarski, a njezini biskupi od tada trajno borave u Dubrovniku te obnašaju i funkciju pomoćnih biskupa i vikara dubrovačkih nadbiskupa. Baziliku Blažene Djevice Marije u 13. stoljeću napuštaju benediktinci, a 1377. godine i trebinjski biskupi, te otok Mrkan i susjedni otoci ostaju nenaseljeni.
U novijim arheološkim istraživanjima pronađena su groblja oko srednjovjekovnih crkava na Mrkanu i Bobari.

## Poveznice
- Samostan Svete Marije na Mrkanu